# Mai 1910

## Événements
- Canada : institution de la Fête de Dollard comme jour férié. Ce congé est aussi appelé Fête de la Reine.

- 4 mai : création de la Marine royale canadienne.

- 6 mai : début du règne de George V du Royaume-Uni (fin en 1936).

- 7 mai[1] : création du Parti social-démocrate de Roumanie (PSDR, Partidul Social Democrat Român).

- 8 mai, France : progression des socialistes au second tour des législatives.

- 18 mai :
  - Première conférence internationale sur la navigation aérienne à Paris.
  - Passage de la comète de Halley[2].

- 25 mai : les frères Wright volent pour la première fois ensemble.

- 26 mai : Arthur Lewis Sifton devient premier ministre de l'Alberta.

- 29 mai : l'Américain Glenn Curtiss relie Albany et New York, soit 220 km en 2 heures et 50 minutes.

- 31 mai : indépendance de l'Union d'Afrique du Sud. Entrée en vigueur du South African Act, regroupant les colonies britanniques et les anciens états Boers, comprenant les États du Cap, du Natal, d'Orange et du Transvaal, membre du Commonwealth. Elle est dotée de l’autonomie interne en tant que dominion de l’empire britannique. Le principe d’inégalité raciale, inscrit dans la loi d’Union, suscite la mise en place d’un régime ségrégationniste s’étendant à tous les non-Blancs (Noirs, Coloured, Indiens). Les Blancs (20 % de la population), dirigent le pays en profitant de l’essentiel de ses ressources, malgré les clivages entre Britanniques et Afrikaners.

## Naissances
- 2 mai : Jean Simian, peintre français († 28 septembre 1991).
- 3 mai : Norman Corwin,  scénariste, acteur et animateur de radio américain († 18 octobre 2011).
- 4 mai : Raphaël Lonné, peintre français († 12 novembre 1989).
- 5 mai :
  - Bill Baucom, acteur américain († 16 mars 1981).
  - Adil Isgandarov, acteur et metteur en scène de théâtre et de cinéma russe puis soviétique († 18 septembre 1978).
  - Leo Lionni, écrivain italien naturalisé américain, illustrateur et auteur d'ouvrages jeunesse († 11 octobre 1999 ou 12 octobre 1999).
- 9 mai : Antoon van Schendel, coureur cycliste néerlandais († 6 août 1990).
- 12 mai : Dorothy Crowfoot Hodgkin, Prix Nobel de chimie en 1964 († 29 juillet 1994).
- 14 mai : Opilio Rossi, cardinal italien de la curie romaine († 9 février 2004).
- 16 mai : Denise Legrix, écrivaine et peintre française († 25 août 2010).
- 19 mai : Aarne Ervi, architecte finlandais († 26 septembre 1977).
- 21 mai : Marie-Rose Tessier, supercentenaire et doyenne des Français et Françaises.
- 23 mai : Scatman Crothers, acteur et chanteur américain († 22 novembre 1986).
- 28 mai : Orfeo Tamburi, peintre, aquarelliste, dessinateur, illustrateur et scénographe italien] († 15 juin 1994).
- 31 mai :
  - Kalman Kahana, homme politique israélien († 20 août 1991).
  - Louis Thiétard, coureur cycliste français († 21 janvier 1998).

## Décès
- 6 mai : Édouard VII de Saxe-Cobourg-Gotha, roi du Royaume-Uni, empereur des Indes, (° 9 novembre 1841).
- 12 mai : William Huggins, astronome (n. 1824)
- 18 mai : Pauline Garcia-Viardot, chanteuse d'opéra, compositeur.
- 22 mai : Jules Renard, écrivain (° 22 février 1864).
- 27 mai : Robert Koch, médecin et microbiologiste allemand.
- 29 mai : Mili Balakirev, compositeur russe.